# ماجرای معمار نروود
«ماجرای معمارِ نروود» (به انگلیسی: The Adventure of the Norwood Builder)، یکی از ۵۶ داستان کوتاه شرلوک هولمز است که توسط آرتور کانن دویل نوشته شده است و دومین داستان از بازگشت شرلوک هلمز است. این داستان اولین بار در کولیرز (ایالات متحده) در تاریخ ۱۹۰۳ میلادی و در مجله استرند (پادشاهی متحده، بریتانیا) در نوامبر ۱۹۰۳ میلادی منتشر شد.

## طرح داستان

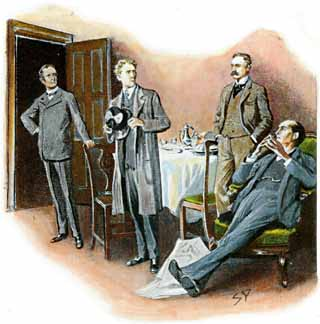
آرتور کانن دویل، ماجرای سازنده نروود (۱۹۰۳)، تصویرسازی از سیدنی پاگت، در مجله استرند.

«جان هکتور مک فارلین ناراحت» که یک وکیل جوان از بلک هیث که متهم به قتل یکی از موکلانش به نام «جوناس اولداکر» بود به ملاقات شرلوک هولمز و دکتر واتسون رفت. مک فارلین به هولمز توضیح می‌دهد که اولداکر یک روز قبل به دفترش آمده بود و از او خواسته بود که وصیت‌نامه اش را به زبان قانونی تنظیم کند. در کمال تعجب، مک فارلین دید که اولداکر او را تنها ذینفع و وارث اموال قابل توجهش کرده است و مک فارلین نمی‌توانست تصور کند که او چرا همچین کاری می‌کند. مک فارلین برای این کار به خانهٔ اولداکر در نروود غربی رفت، جایی که برخی از مدارک باید برای مقاصد قانونی بررسی می‌شد و جایی که ظاهراً قتل در آنجا رخ داده بود. مک فارلین تقریباً دیروقت آنجا را ترک کرد و در یک مسافرخانه محلی اقامت کرد. او ادعا کرد که خبر قتل را در قطار در روزنامه صبح خوانده. روزنامه به وضوح اشاره کرده بود که پلیس به دنبال او می‌گردد.
مدرکی که علیه مک فارلین جوان در دست بود تقریباً محکم بود. چوب دستی او در اتاق اولداکر پیدا شده بود و آتشی درست بیرون از آنجا خاموش شده بود که در آن توده ای چوب خشک سوختهه و خاکستر شده بود و همرا با بوی گوشت سوخته شده بود. از یک احتمال بیشتر بود که نشان می‌داد مک فارلین مرتکب جرم شده است مخصوصاً اینکه او حدوداً در آن زمان در آنجا بوده است. بازرس لسترید از اینکه می‌دانست ظاهراً برخلاف هولمز در مسیر درستی قرار دارد خوشحال بود. هولمز با رفتن به بلک هیث شروع به تحقیق و بررسی در مورد این مسئله می‌کند. لسترید که انتظار داشت هولمز ابتدا به نوروود برود متحیر شد. هولمز می‌فهمد که زمانی مادر مک فارلین با اولدکر سالیانی قبلتر نامزد کرده بودند اما بعداً وقتی که فهمید او گربه ای را در پناهگاه پرندگان رها کرده، متوجه شد که او چقدر ظالم بوده، تصمیم گرفت که با آن مرد کاری نداشته باشد.
هولمز از روی بررسی دست‌خط یادداشت‌هایی که اولداکر به مک فارلین داده بود که آن را به زبانی که مورد قبول قانون است درآورد، می‌توانست حدس بزند که آنها بر حسب تصادف جوری نوشته شده‌اند که انگار نویسنده نتوانسته به اینکه چه چیزی می‌نویسد توجه کند. تناوب بین دست خط خوانا و دست خط لرزان نامفهوم به هولمز نشان می‌دهد که «وصیت نامه» با عجله در قطار نوشته شده است و نوشتهٔ خوانا نشان دهنده توقف قطار در ایستگاه‌ها می‌باشد. همچنین معامله‌های مالی اولداکر کمی عجیب بود. اخیراً تعدادی چک به مبالغ قابل توجهی به نام آقای کورنلیوس به دلایل نامعلوم کشیده شده بود. پیدا شدن دکمه‌های شلوار اولداکر در خاکستر آتش هیچ تأثیری برای تبرئه مک فارلین ندارد. بیشترین چیزی که هولمز از آن می‌ترسد: «تمامی غرایز من در یک جهت است و تمامی حقایق در جهت دیگر.» اما هنوز هولمز دارای قدرت مشاهده بوده که نشان می‌دهد که خدمتکار اولداکر از روی عمد اطلاعاتی را مخفی می‌نماید.
رضایتمندی لسترید زمانی که اثر انگشت خونی ای در خانه اولداکرپیدا می‌کند که با شصت مک فارلین مطابقت دارد، به اوج خود می‌رسد. هرچند هولمز تقریباً مطمئن می‌شود که چیزی بسیار فریبنده در راه است همان‌طور که او آن قسمت از خانه را درست یک روز قبل تر بررسی کرده بود و تقریباً یقین داشت که در آن زمان در آنجا اثر انگشتی وجود نداشت. به این دلیل که از زمان دستگیریش از ۲۲۱ بی خیابان بیکر مک فارلین در گائول به سر می‌برد، هولمز استنباط می‌کند که کسی در تلاش برای فریب دادن می‌باشد.

## ارجاعات
1. ↑  Cawthorne (2011), p. 112.